# Pseudomyrmex rufiventris
Pseudomyrmex rufiventris är en myrart som först beskrevs av Auguste-Henri Forel 1911.  Pseudomyrmex rufiventris ingår i släktet Pseudomyrmex och familjen myror. Inga underarter finns listade i Catalogue of Life.

## Bildgalleri

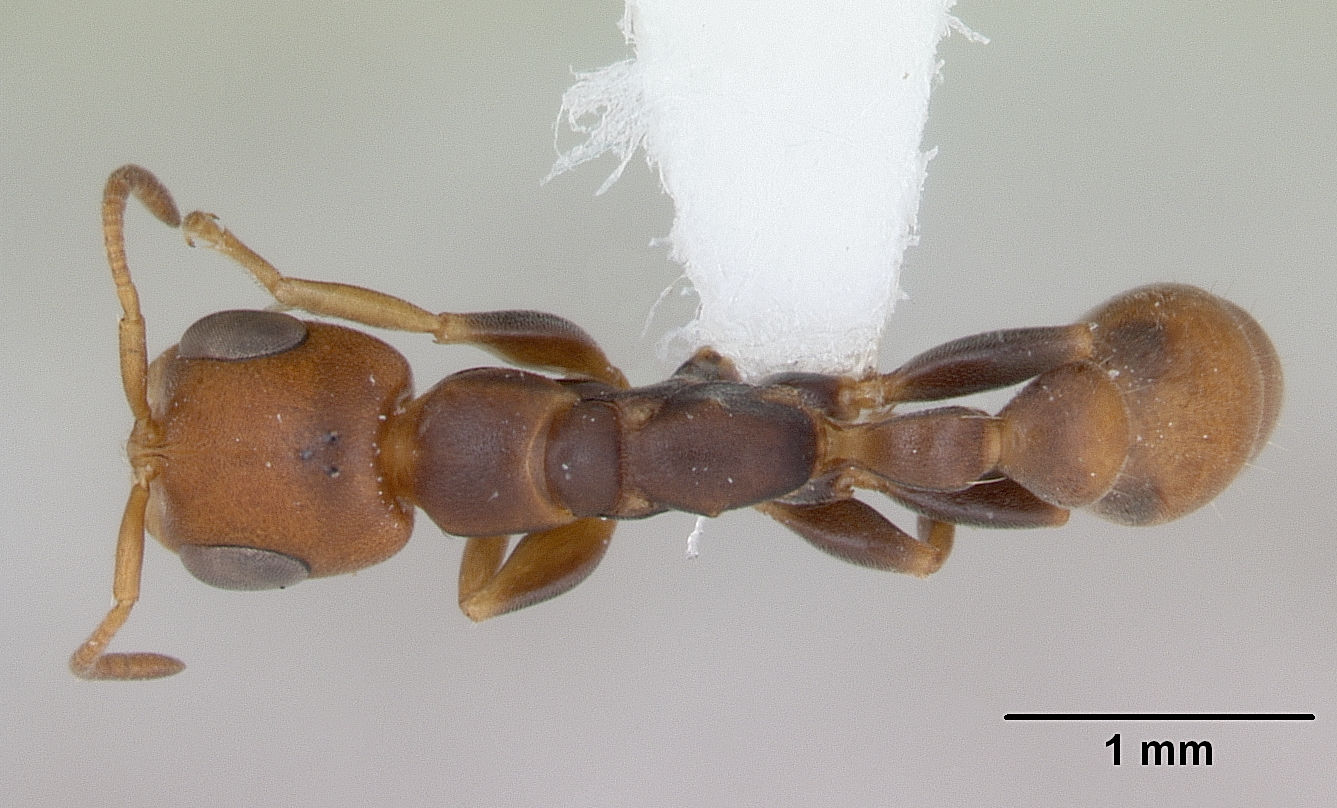
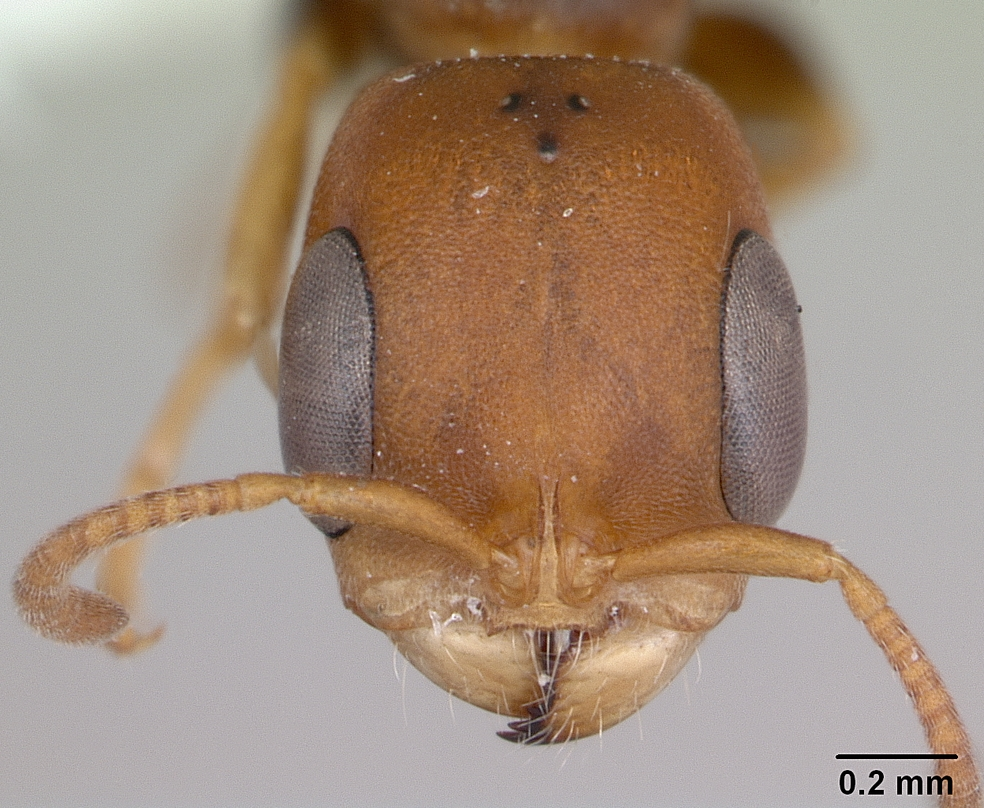
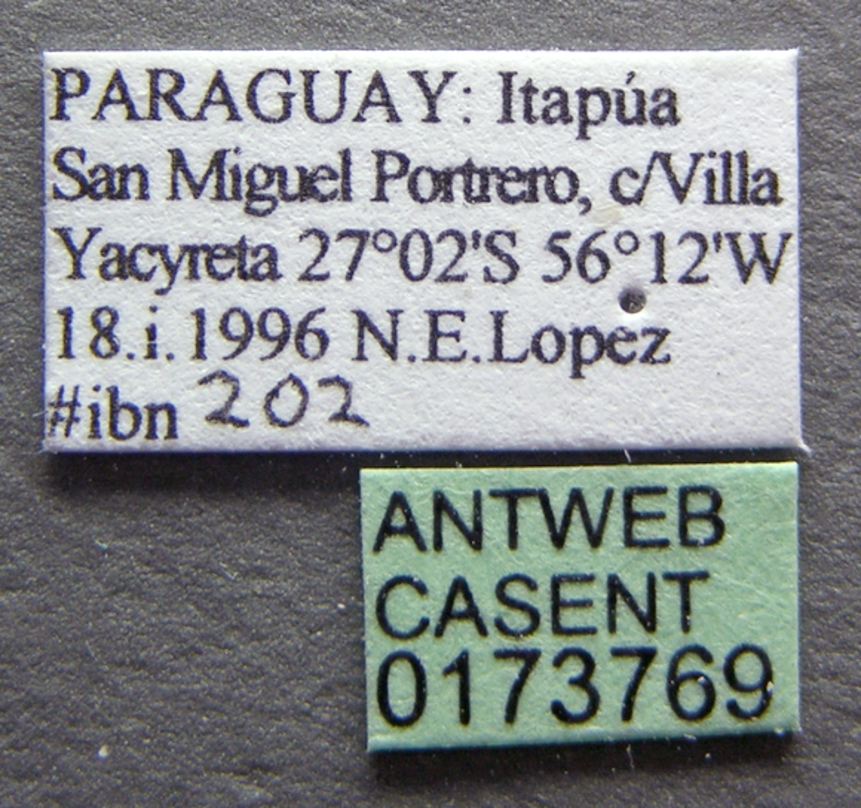
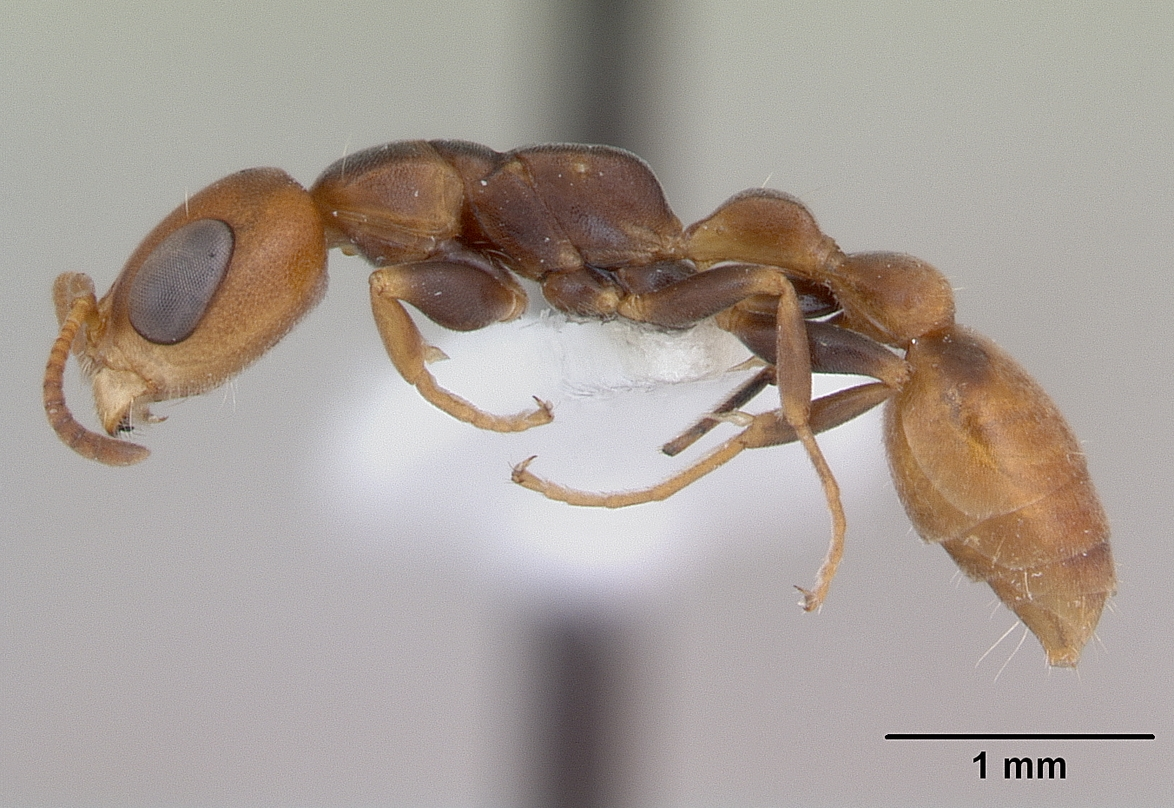
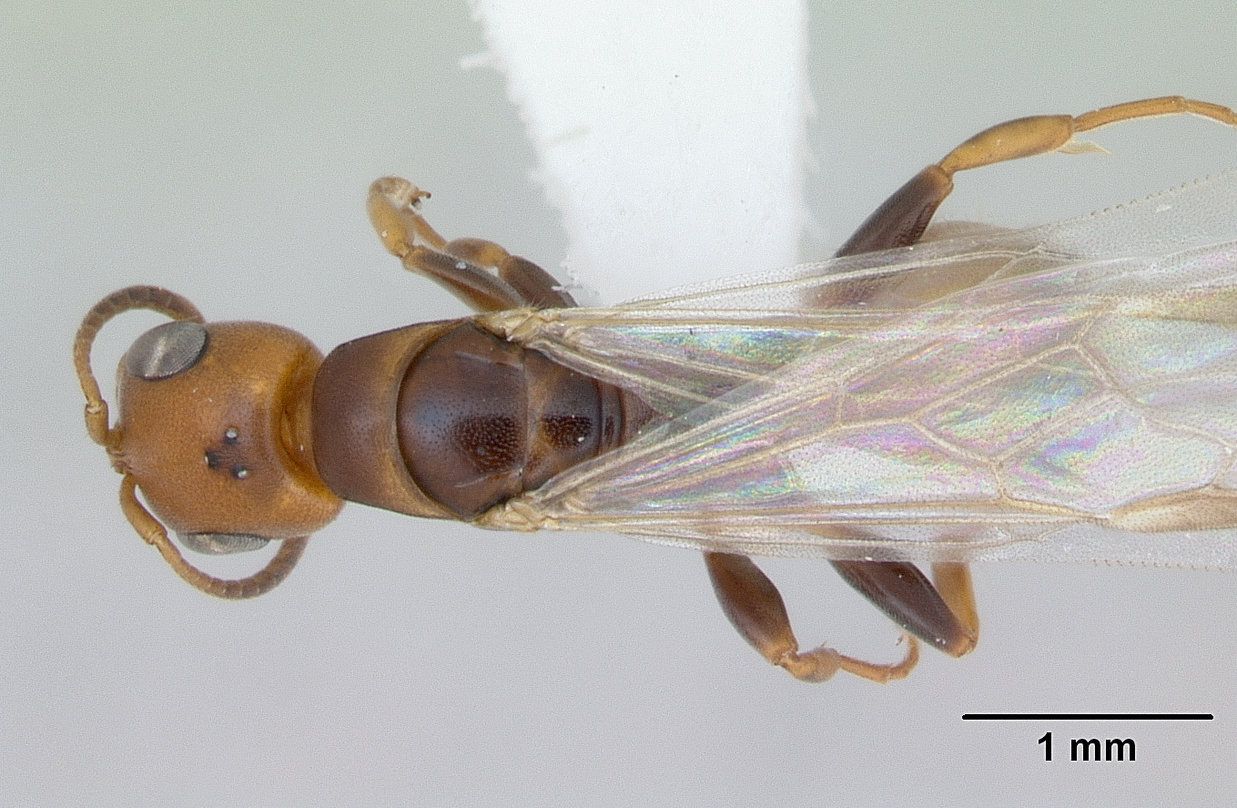
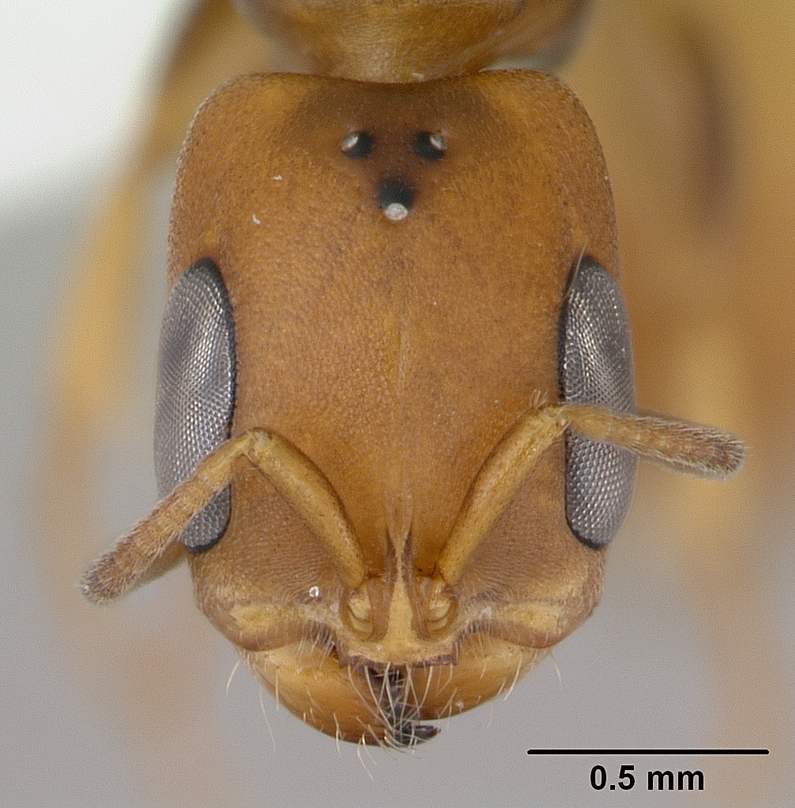